# Vodní zdrž
Zdrž je vodní dílo, které tvoří úsek přirozeného nebo umělého vodního toku, ve kterém je zadržována voda pro dosažení požadovaného spádu nebo hloubky vody.  Zdrž na rozdíl od nádrže neslouží primárně k hromadění vody pro její pozdější využití, k tomuto účelu je využívána pouze výjimečně nebo okrajově.  Rozhodujícími parametry zdrží jsou spád, hloubka vody a délka zdrže.
Rozlišují se dva druhy zdrží:
- jezová zdrž – úsek či prostor vodního toku nad jezem zaplněný zadrženou vodou při nejvyšším vzdutí
- plavební zdrž – úsek plavebního kanálu mezi dvěma plavebními stupni